# Nederlands kampioenschap shorttrack 1981
Het Nederlands Kampioenschap Shorttrack 1981 werd gehouden in de stad Leeuwarden.
Het kampioenschap was het eerste officieuze nationale kampioenschap shorttrack als opvolger van de LTC-trofee. De eerste titel werd behaald door Menno Boelsma, voor Cees Boer en Charles Veldhoven. Bij de vrouwen was het een onofficeel NK. Dit werd gewonnen door Ingrid Marcusse, voor Boukje Keulen en Astrid Borst.

## Resultatenoverzicht
|                  | Goud            | Zilver        | Brons             |
| ---------------- | --------------- | ------------- | ----------------- |
| Mannen Senioren  | Menno Boelsma   | Cees Boer     | Charles Veldhoven |
| Vrouwen Senioren | Ingrid Marcusse | Boukje Keulen | Rini Nijdam       |